# Forte dos Reis Magos de Tidore

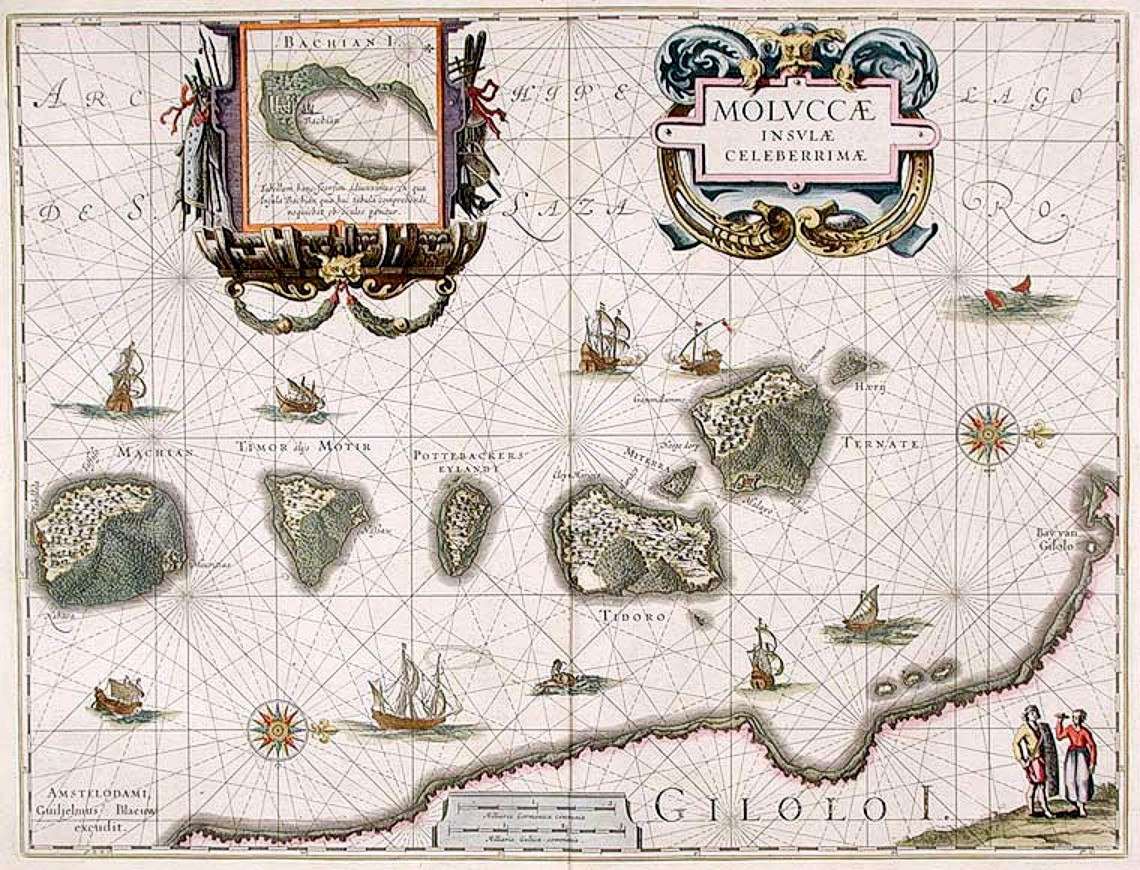
"Moluccæ Insulæ Celeberrimæ". (Willem Blaeu, 1630).

O Forte dos Reis Magos de Tidore, também referido como Fortaleza de Tidore ou de Tidor, localiza-se na ilha de Tidore, a sul de Ternate, no arquipélago das Molucas, na Indonésia.

## História
Expulsos do Forte de São João Baptista de Ternate, os portugueses, em posição vulnerável, passaram para a vizinha ilha de Tidore a partir de 1521. Foram bem recebidos pelo soberano local, receoso da súbita hegemonia do sultanato de Ternate, e autorizados a erguer uma fortificação. A posição portuguesa em Tidore dependeu sempre do favor do soberano local e da sua vontade de ali manter uma fortificação.
Quando a expedição espanhola sob o comando de García Jofre de Loaísa chegou às Molucas em 1526, erguendo um forte na ilha de Tidore, as forças portuguesas na região atacaram-no a partir do forte de Ternate.
A 6 de janeiro de 1578, Sancho de Vasconcelos, vindo de Amboina, onde fundara o novo Forte de Nossa Senhora da Anunciada de Amboíno, deu início à construção do Forte de Tidor. Francisco de Sousa erroneamente indica o ano de 1557, querendo provavelmente referir 1577. A data mais geralmente atribuída à sua fundação é, contudo, o ano de 1578.
A fortificação, que começou por um simples baluarte, foi terminada no governo de Diogo de Azambuja (1578-1582), capitão das Molucas. O padre Francisco de Souza, parafraseando uma informação de 1588 do padre António Maria, refere:
"...para que se saiba o pouco cuidado, ou a muita negligência, com que os portugueses naquele tempo tratavam de se fortificar, o forte era de pedra, quadrado, de trinta braças por lado, com dois baluartes em dois vértices, obra muito fraca e que facilmente se podia tomar. Do mesmo modo pouco mais ou menos, era o de Ternate."
Para o jesuíta António Pereira, "...esta fortaleza (...) mais é um pombal que outra coisa, por não ser mais que um baluarte de pedra que não joga artilharia, e outro de madeira e de pedra e barro que não sei quando dará consigo em terra."
O forte distava um quarto de légua da capital do sultanato de Tidor. Mais tarde, no contexto da Dinastia Filipina, a escolha do local do forte foi duramente criticada pelos militares espanhóis encarregados de garantir o domínio ibérico nas Molucas. Estes empenharam-se na recuperação de Ternate e no estabelecimento de um condomínio luso-espanhol nas Molucas, intervenção que permitiu estabilizar a influência ibérica na região até ao final do século.
Em maio de 1605, a Fortaleza de Amboíno e a de Tidor caíram em poder das forças da Companhia Neerlandesa das Índias Orientais (VOC). Quando os castelhanos, sob o comando do governador das Filipinas, D. Pedro de Acuña, regressaram com uma poderosa armada e reconquistaram não apenas as posições perdidas como ainda o Forte de Ternate, a VOC já era senhora absoluta do comércio de cravo-da-índia nas Molucas. Com a reconquista espanhola de Tidor e de parte de Ternate (1606), as Molucas foram atraídas para a órbita das Filipinas e a sua ligação a Malaca atenuou-se. O representante supremo da Coroa ibérica nas Molucas passou a ser um governador castelhano.
Os Neerlandeses conquistaram Tidore definitivamente em 1663, conservando-a até à Segunda Guerra Mundial, quando foi ocupada por tropas japonesas (1941).